# سرطان كماني مميز
سرطان كماني مميز (الاسم العلمي: Uca insignis) هو نوع من الحيوانات يتبع جنس السرطان الكماني من فصيلة السرطانات الشبحية.